# Ангарский перевал
Анга́рский перева́л (укр. Ангарський перевал, крымскотат. Anğara boğazı, Ангъара богъазы) — перевал в Крыму, самая высокая точка трассы Симферополь — Алушта (752 м над уровнем моря).
Популярное место отдыха. На склоне Чатыр-Дага проложены горнолыжные трассы, которые действуют в зимнее время. Недалеко от Ангарского перевала на Чатыр-Даге находится Буковая поляна — популярное туристическое место. В окрестностях Ангарского перевала проводятся соревнования по спортивному ориентированию, спортивной радиопеленгации. Рядом с перевалом находится одноименная турбаза.
На самом Ангарском перевале расположены пост ГИБДД и остановка междугородних троллейбусов № 51 «Симферополь-Алушта» и № 52 «Симферополь-Ялта». 22 октября 2012 года на перевале был торжественно открыт первый в Крыму памятник троллейбусу. На постамент был установлен троллейбус Škoda 9Tr 1982 года выпуска.

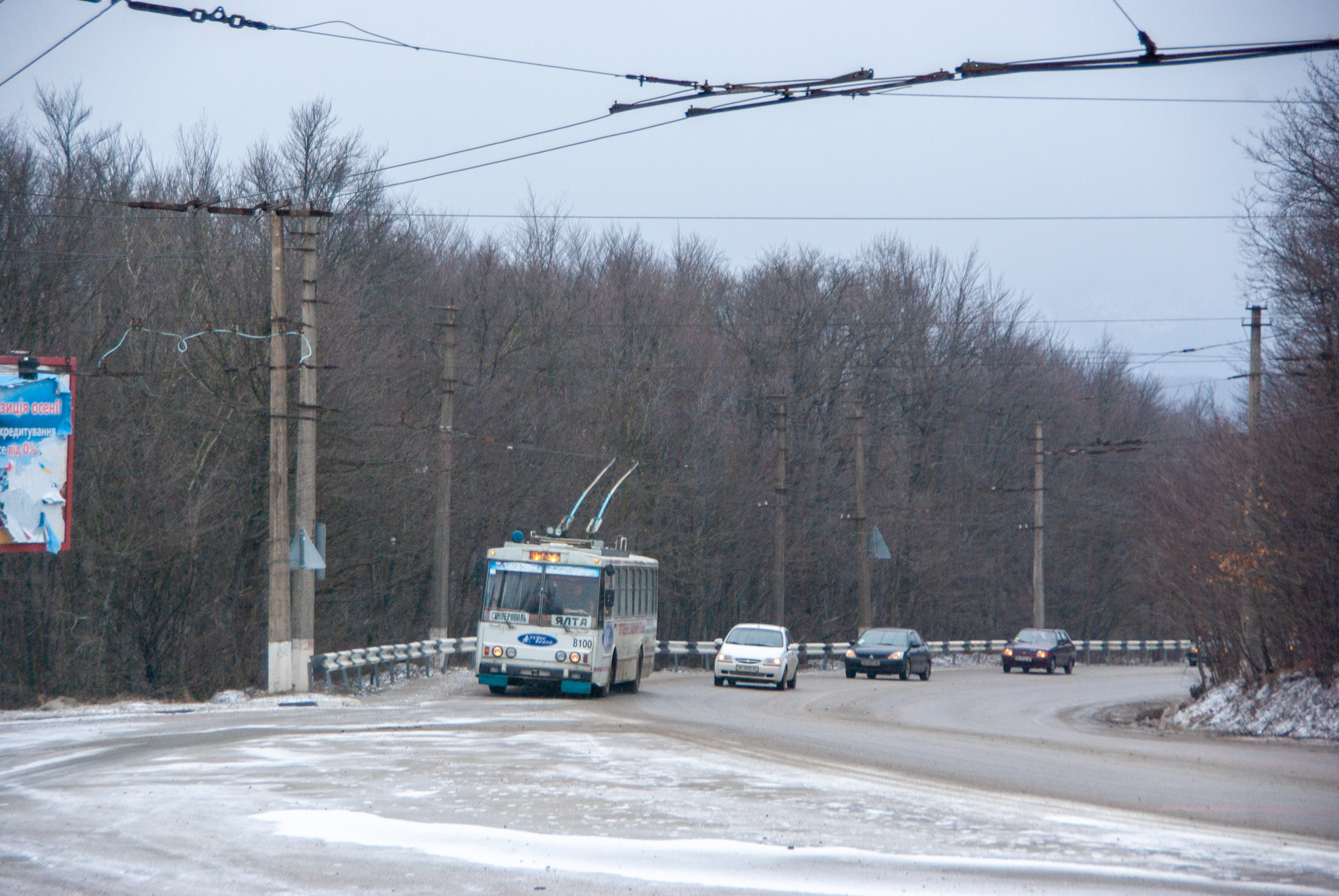
Троллейбус на Ангарском перевале. Снято в феврале, у моря было солнечно, а на перевале - метель.

Своё название перевал получил от названия реки Ангары, правого притока реки Салгир.

## Климат
| Показатель                    | Янв.  | Фев.  | Март  | Апр.  | Май  | Июнь | Июль | Авг. | Сен. | Окт. | Нояб. | Дек.  | Год   |
| ----------------------------- | ----- | ----- | ----- | ----- | ---- | ---- | ---- | ---- | ---- | ---- | ----- | ----- | ----- |
| Абсолютный максимум, °C       | 13,5  | 17,1  | 20,1  | 28,3  | 30,0 | 33,5 | 35,1 | 36,7 | 35,9 | 30,5 | 23,8  | 21,1  | 36,7  |
| Средний суточный максимум, °C | 1,8   | 2,4   | 5,6   | 12,6  | 18,2 | 22,3 | 25,1 | 24,7 | 20,2 | 14,1 | 8,7   | 4,4   | 13,4  |
| Средняя температура, °C       | −1,5  | −1    | 1,7   | 7,8   | 13,2 | 17,2 | 19,8 | 19,2 | 15,0 | 9,6  | 5,1   | 1,3   | 9,0   |
| Средний суточный минимум, °C  | −4,9  | −4,4  | −2,2  | 3,1   | 8,2  | 12,1 | 14,4 | 13,8 | 9,8  | 5,0  | 1,5   | −1,7  | 4,6   |
| Абсолютный минимум, °C        | −23,5 | −24,7 | −18,4 | −12,2 | −1,4 | 4,0  | 6,5  | 8,9  | 3,0  | −2,4 | −12,1 | −20,6 | −24,7 |
| Норма осадков, мм             | 73    | 57    | 48    | 43    | 52   | 62   | 49   | 48   | 43   | 41   | 57    | 85    | 658   |
| Источник:                     |       |       |       |       |      |      |      |      |      |      |       |       |       |

## Историческая справка

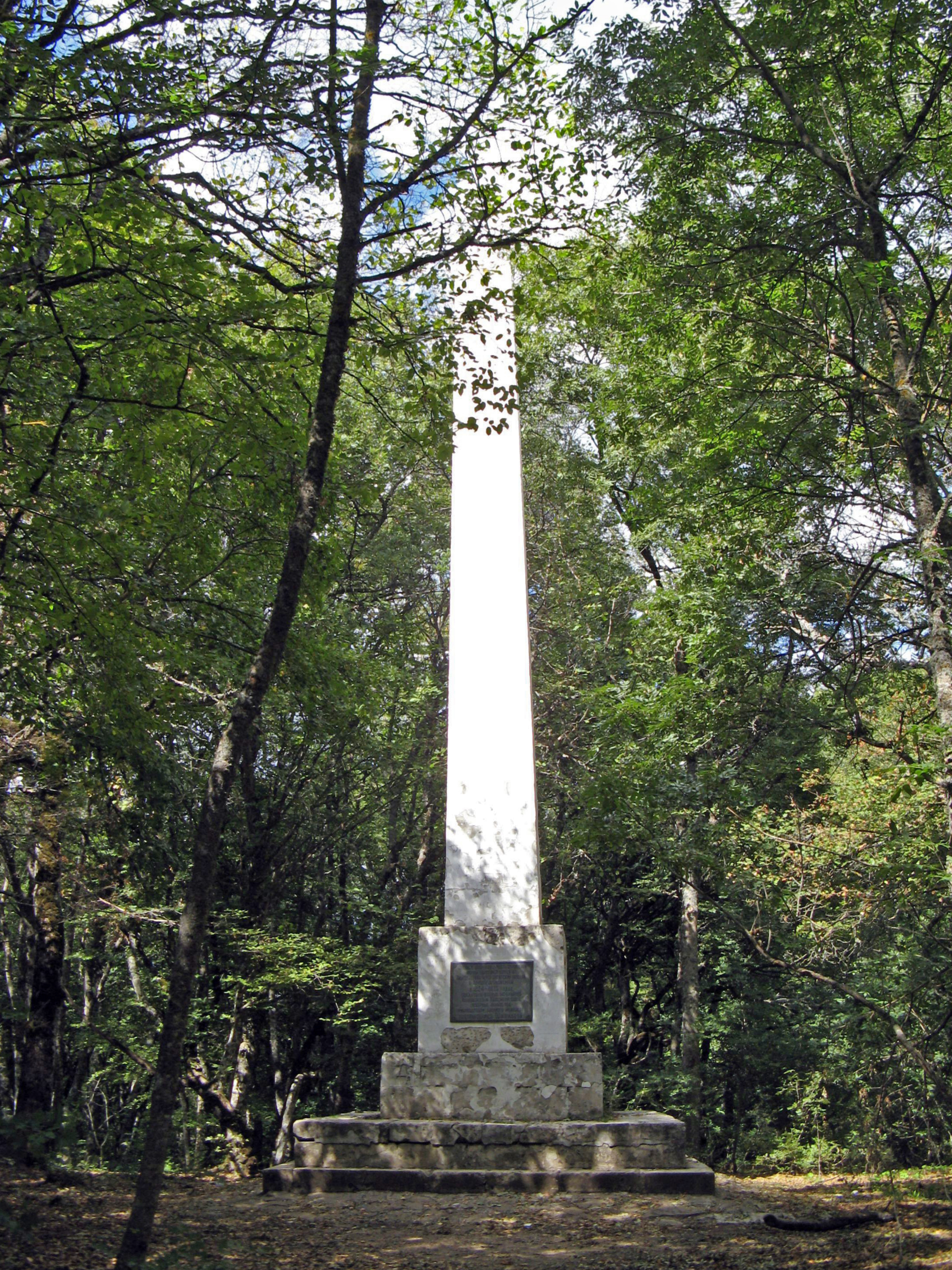
Обелиск в честь окончания строительства дороги Симферополь-Алушта (1824—1826 гг.)

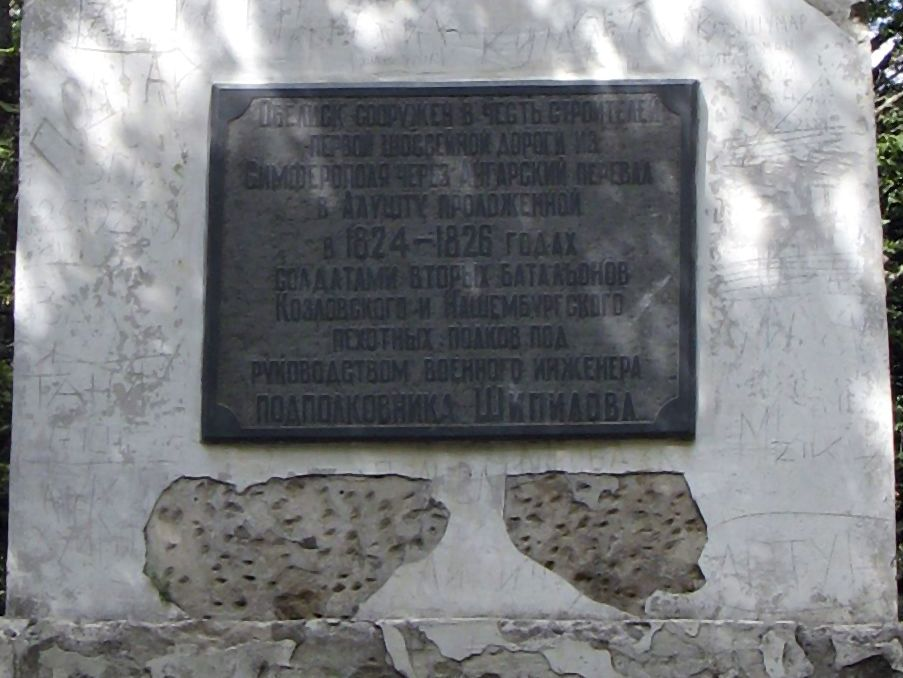
Мемориальная табличка на обелиске

Пути через Ангарский перевал с континента к морю проходили с незапамятных времён. В XIX веке исследователь Крыма П. И. Кёппен обнаружил рядом с перевалом фрагменты стены, которая перегораживала ущелье между двумя яйлами. По мнению Кёппена, это было элементом систематической обороны Южного берега Крыма во времена византийского императора Юстиниана I. Стены были сложены из необработанного камня и, по мнению историков, призваны были остановить вторжения варваров. Сейчас сооружений почти не осталось, всё разобрано местными жителями на новые постройки.
В 1774 году, рядом с перевалом, севернее деревни Шума (современное название Верхняя Кутузовка) произошло сражение турецких войск с русскими. С турецким войском в 25 тысяч человек сразился отряд всего в 2850 человек, обративший турок в бегство. Отдельным легионным батальоном в рядах русских солдат командовал подполковник Михаил Кутузов, будущий победитель Наполеона Бонапарта. Именно в этом сражении Кутузов получил ранение в область глаза. В память о битве на трассе Симферополь-Алушта поставлен памятный мемориал, известный как «Кутузовский фонтан».
Впервые проезжую дорогу через Ангарский перевал проложили русские солдаты в 20-х годах XIX века (строительство было окончено в 1826 году), тогда же на перевальной точке у дороги был установлен памятный обелиск, указывавший, что «От Симферополя 32 версты. От Алушты 13 верст». В 1860-х годах новое, широкое шоссе было перенесено ниже, туда, где проходит и по сей день. Обелиск же остался на старом месте, и в наши дни его можно найти в лесах возле шоссе, недалеко от остатков старой дороги.

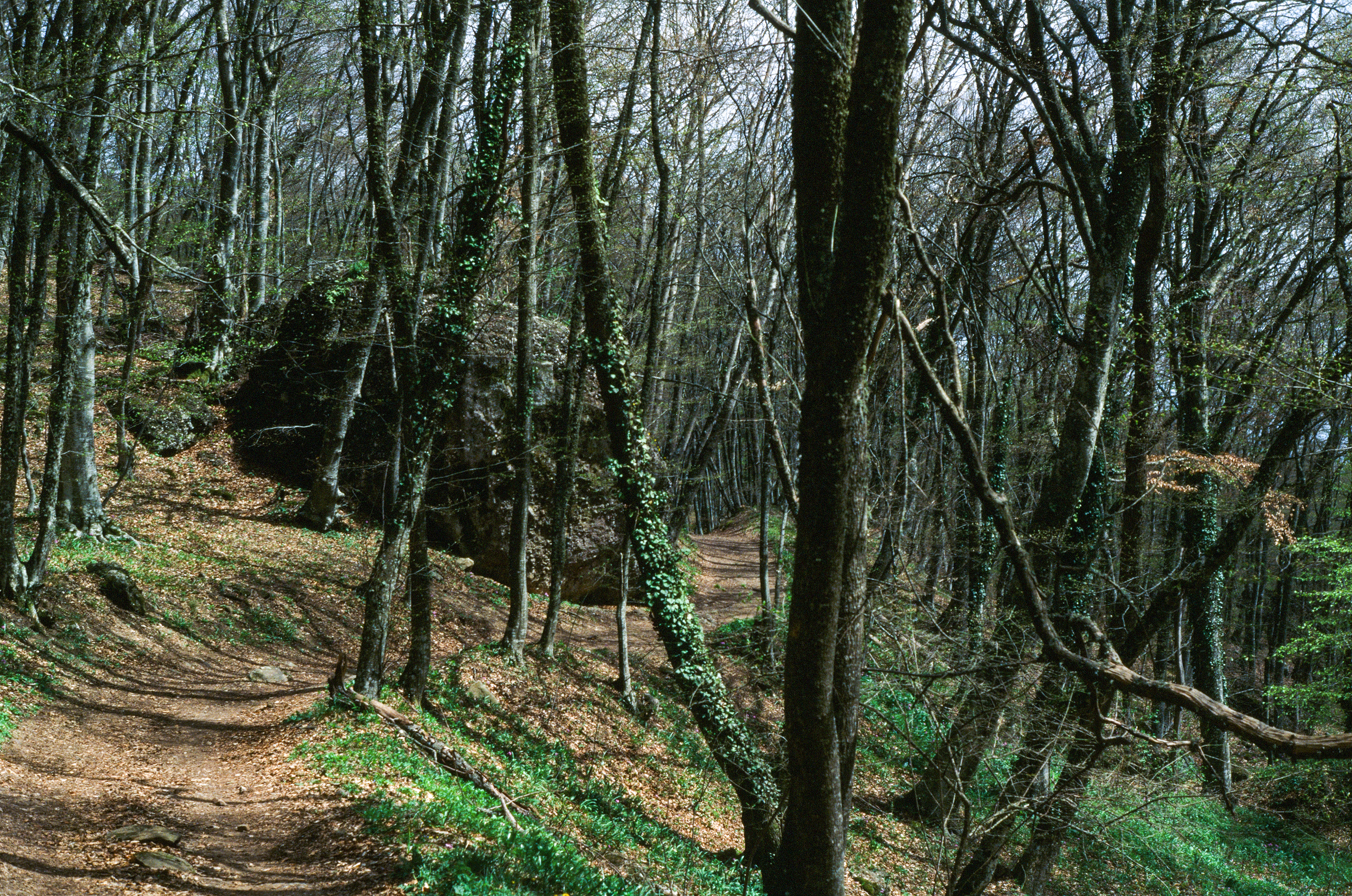
Старая дорога к востоку от современного Ангарского перевала

Впоследствии дорогу неоднократно улучшали, строили дренажные системы для отвода подземных вод, а в конце 50-х годов XX века по ней проложили вторую в мире горную троллейбусную трассу от Симферополя до Ялты.